# 长柄梭罗
长柄梭罗（学名：Reevesia longipetiolata）为梧桐科梭罗树属下的一个种。

## 扩展阅读
維基物種上的相關：长柄梭罗